# 발루치스탄
| 카스피해 페르시아만 호르무즈 해협 메소포타미아 이라크 쿠웨이트 사우디아라비아 아무다리야강 하리강 파키스탄 인더스강 힌두쿠시산맥 바바산맥 아프가니스탄 우르미아호 엘부르즈산맥 코페트다그 투르크메니스탄 나마크호 자그로스(북부) 자그로스(남부) 자얀데루드강 이란 자르드쿠산 제발바레즈 하자란 카비르 사막 루트 사막 헬만드강 하문호 고드자레 시스탄 발루치스탄 |
| 이란고원에서의 발루치스탄의 위치 |

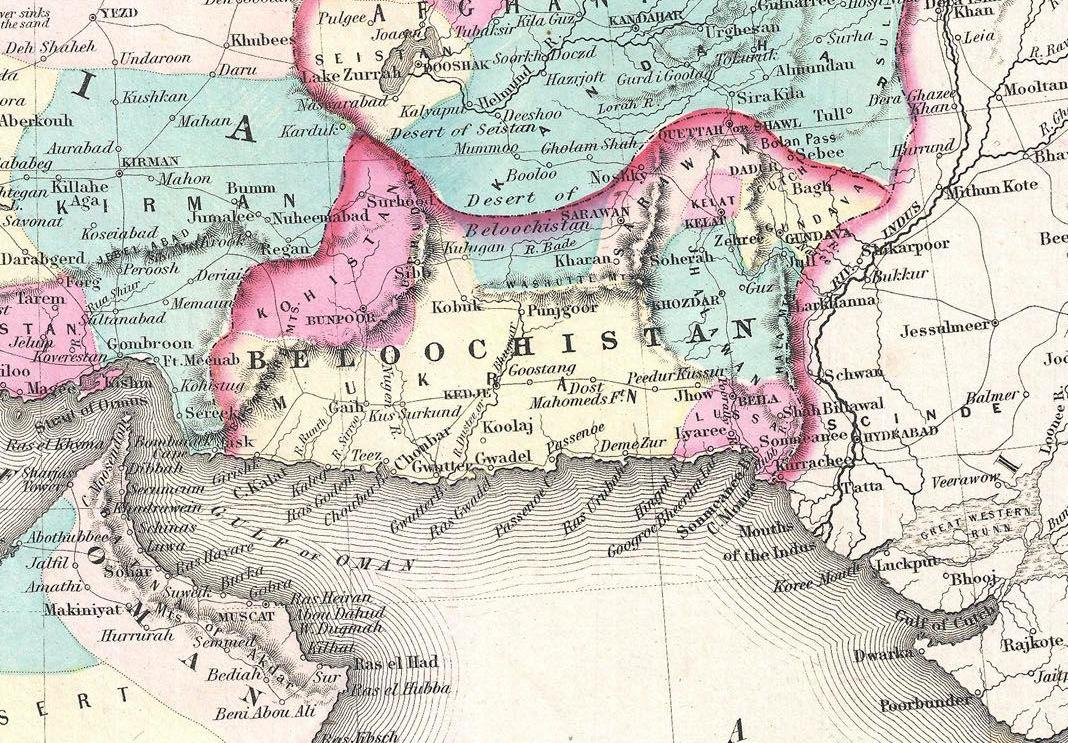

발루치스탄 또는 발로치스탄(발루치어: بلوچستان, 영어: Balochistan/Baluchistan)은 발루치족이 주로 거주하는 이란고원의 건조한 사막 지대로, 파키스탄, 아프가니스탄, 이란에 걸쳐 펼쳐져 있다. 그들은 서기 1000년경에 서쪽에서 들어왔다. 파슈토어, 페르시아어, 브라후이어 등이 이 영역에서 사용된다. 발로치스탄의 남부는 마크란(Makran)이라는 이름으로 알려져 있다. 이 지역의 고유종인 피그미 저보아의 서식 지역이기도 하다. 일부 발루치족은 파키스탄 중앙정부에 대항하여 발루치스탄 분리독립 운동을 벌이고 있다.

## 같이 보기
- 발루치족
- 파키스탄 발루치스탄주
- 쿠르디스탄